# Ernecourt
Ernecourt is een Franse plaats in in de gemeente Erneville-aux-Bois in het departement Meuse in de regio Grand Est.

## Geschiedenis
Op 1 januari 1975 fuseerde Ernecourt met Domremy-aux-Bois en Loxéville tot de gemeente Erneville-aux-Bois, waarvan Ernecourt de hoofdplaats werd.

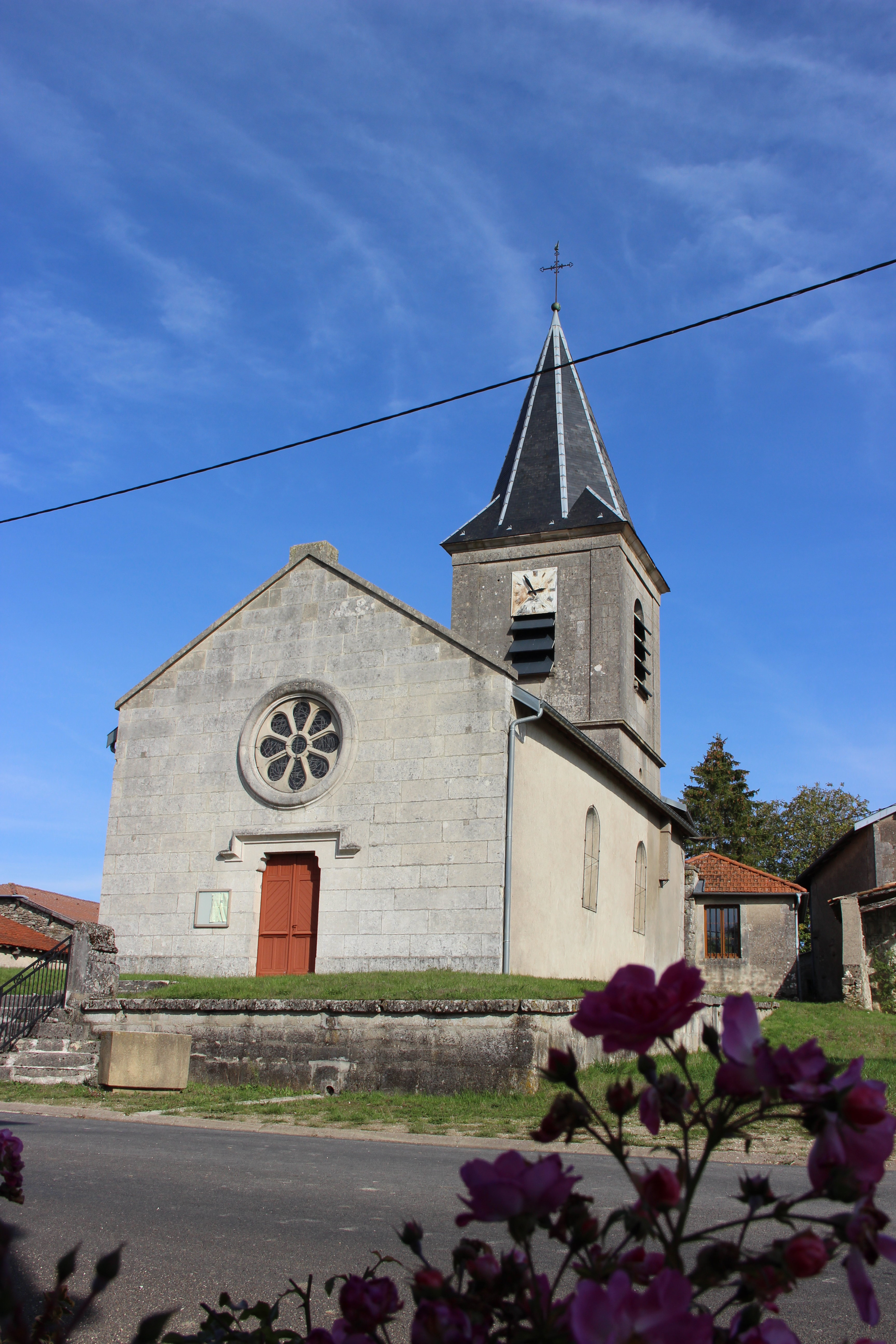
De kerk van Ernecourt

Domremy-aux-Bois · Ernecourt · Loxéville